# Музей Эврё
Музей Эврё (фр. Musée d'Art Histoire et Archéologie d'Évreux) — Музей искусства, истории и археологии, находящийся в муниципальном ведении города Эврё (регион Верхняя Нормандия), Франция.
Музей открыт в 1960-х годах в здании прежней резиденции епископа Эврё, построенной в конце XV века. Ухоженный клуатр связывает резиденцию епископа с кафедральным собором. Общая площадь экспозиций составляет примерно 1500 м²; залы расположены в четырёх уровнях. Периодически в музее устраиваются временные экспозиции.
Четвёртый уровень, расположенный под землёй, был устроен в 1985 году. Залы на этом уровне содержат коллекции доисторического периода и эпохи Древнего мира. Находясь в этих залах, можно видеть основание стен галло-римских городских укреплений.

## История
Резиденция епископов была построена епископом Эврё Раулем дю Фаоном в XV веке на остатках римского пояса укреплений. Первые музейные экспозиции разместили в прежнем дворце в 1872 году.

## Коллекции

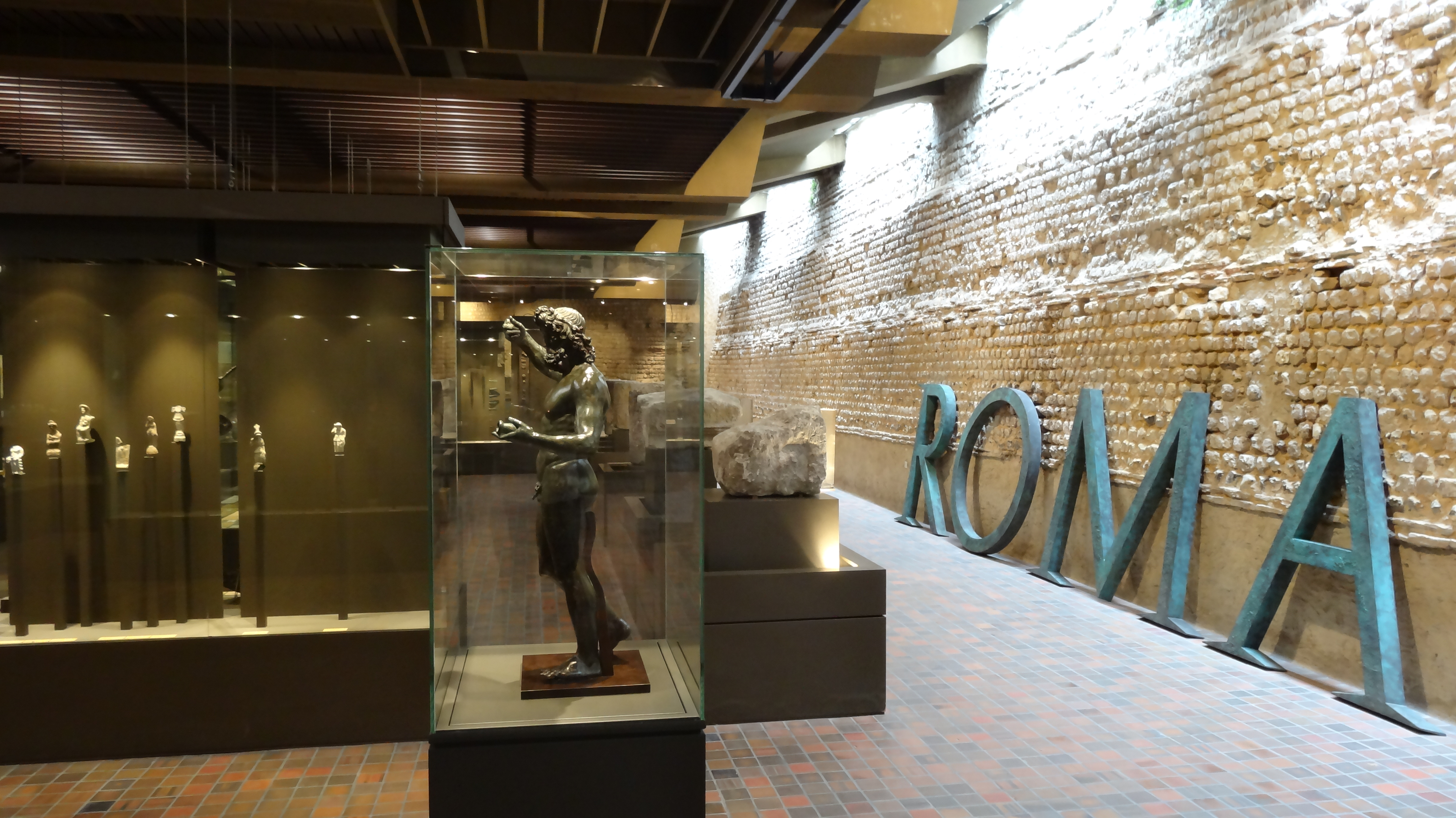
Археологический зал музея. Остаток стены римского каструма и статуя Юпитера

В археологической коллекции представлены обнаруженные в окрестностях Эврё артефакты, датированные от доисторического периода до галло-римской эпохи.
Одним из самых выдающихся экспонатов этой коллекции является бронзовая статуя Юпитера Статора, найденная при раскопках в Гизакуме, что в нескольких километрах от Эврё.
Несколько залов музея отведены под Средневековую коллекцию. Помимо скульптур и элементов церковного облачения епископов, в этой коллекции представлены гобелены из Обюссона (XIV век).
Коллекция живописи музея размещена на двух этажах. В залах на втором этаже музея представлены полотна XVII и XVIII веков, а также большая коллекция старинных карманных часов. Залы третьего этажа отведены под картины и скульптуры XIX века (Фландрен, Эжен Буден, Огюст Роден, Жан-Леон Жером).